# Tetolet gris
El tetolet gris (Limnodromus griseus) és una espècie d'ocell de la família dels escolopàcids (Scolopacidae) que cria a zones de tundra al sud d'Alaska, i del Canadà, i passa l'hivern en ambdues costes americanes, des dels Estats Units, fins al Brasil, incloent-hi les Antilles, i fins a Perú incloent les illes Galápagos.